# Darkness (canção de Darren Hayes)
"Darkness" foi o segundo single do álbum The Tension and the Spark do cantor australiano Darren Hayes, lançado em 2004.

## Composição
Bastante experimental, "Darkness" é a faixa de abertura do segundo álbum de Hayes. Uma música eletrônica e com batida melódica. Em uma atmosfera obscura e introspectiva, Darren registra sua performance vocal mais suave.

## Lançamento
O single foi lançado em novembro de 2004 somente na Austrália, alcançando o posto #40 da lista de vendas físicas. Devido a isto, a gravadora do artista decidiu cancelar seu lançamento no resto do mundo, como também o lançamento do álbum nos Estados Unidos. 

## CD Single
- Austrália

1. "Darkness" (Radio Edit)
2. "Random Blinking Light"
3. "Pop!ular" (Video)
4. "Darkness" (Video)

- Remixes

1. "Darkness" (Album Version)
2. "Darkness" (DP Behind the Darkness Remix)
3. "Darkness" (Roc & Soul Club Mix)
4. "Darkness" (Mark Dynamix & Jaytech's Deep Glow Mix)
5. "Darkness" (Mark Dynamix & Jaytech's Ambient Glow Mix)

## Paradas musicais
| Parada semanal          | Posição |
| ----------------------- | ------- |
| Austrália (ARIA)        | 40      |
| Grécia (iTunes Top 100) | 65      |